# Halálos fegyver 2.
A Halálos fegyver 2. (eredeti cím: Lethal Weapon 2) 1989-ben bemutatott amerikai akciófilm, a főbb szerepekben Mel Gibson, Danny Glover, Joe Pesci, Derrick O’Connor és Joss Ackland látható. A film folytatása az 1987-ben bemutatott Halálos fegyver című első résznek. Gibson és Glover visszatér Martin Riggs és Roger Murtaugh szerepeiben, akiknek ezúttal meg kell védeniük egy rendőrségi védelem alatt álló pénzmosót Leo Getz-et (Joe Pesci), miközben dél-afrikai drogkereskedőkkel szállnak szembe, akik diplomáciai védettséget élveznek.
A filmet Oscar-díjra jelölték a legjobb hangvágás kategóriában.

## Cselekmény
A film elején látható BMW-s üldözés során Martin Riggs és Roger Martaugh Los Angelesi rendőrtiszt rábukkan egy halom dél-afrikai Krugerrandra (aranypénz, amely illegális az Amerikai Egyesült Államokban a dél-afrikai apartheid kormány miatt).
Murtaugh-t megfenyegetik a saját házában, hogy Riggsel ne nyomozzanak tovább a Krugerrand ügyben. Riggset és Murtaugh-t egy szövetségi tanú védelmére jelölik ki (Joe Pesci), akiről később kiderül, hogy segített pénzt mosni a dél-afrikai kábítószer-kereskedőknek. A kábítószer-csempészeket Arjen Rudd vezeti, aki egyben a dél-afrikai konzultáns Los Angelesben és diplomáciai védettséget élvez, jobbkeze pedig Vorstedt. A bűnözők búr nemzetiségűek és a filmben néha búr nyelven szólalnak meg.
Míg Leo és Murtaugh elvonja az őrök figyelmét, Riggs behatol az irodába és elvesz egy papírt, amire az van ráírva: „Alba Varden”. Ezután elmondja Ruddnak, hogy a bandájával hagyja el az országot és soha ne jöjjön vissza. Végül Riggs kilövi az akváriumot és boldogan távozik.
A dél-afrikai ügyek vizsgálata során Riggs beleszeret Rudd titkárába, Rika Van Den Haasba, aki nem foglalkozik Rudd véleményével. Míg Riggs Rikával van, Vorstedt megöli Tom Wyler, Meagen Shapiro, Tim Cavanaugh, és más rendőrtiszteket.
Vorstedt és bandája megtámadja Riggs lakókocsiját is, golyószórókkal szitává lőve azt, de a férfi megölve egy banditát elveszi annak fegyverét és többeket lelőve elmenekül Rikával. Később Vorstedt és két embere a nő lakásánál a férfit és Rikát is foglyul ejtik. Vorstedt bevallja Riggsnek, hogy valójában ő ölte meg a feleségét 1984-ben, mivel összetévesztette Riggs-szel. Ezután egy kényszerzubbonnyal a testén vízbe dobatja Riggset. A férfi kificamítva a karját kiszabadul a zubbonyból, majd megtalálja a vízbe fojtott Rikát. Ezután Vorstedt két emberét puszta kézzel megöli. Kocsiba száll és felhívja Rogert, akivel együtt felszámolnak egy kisebb dél-afrikai bandát, ezután kiderül, hogy a keresett „Alba Varden” kifejezés egy teherhajót akar, amellyel Rudd és bandája akar elszökni az országból.
Ezt követően Riggs és Murtaugh véres bosszút áll a kábítószer-csempészeken az Alba Varden nevű teherhajón. Mindenkit agyonlőnek, majd Vorstedt tőrrel támad Riggsre, akit megsebesít és verekedés kezdődik. A küzdelem során Riggs leszúrja Vorstedtet a tőrrel, aztán otthagyja, hogy a konténereket vezérlő kezelőpanelhez menjen. Abban a pillanatban a férfi előhúz egy pisztolyt és le akarja lőni Riggset, de a rendőr megnyom egy gombot a kezelőpanelen, mire egy hatalmas fém konténer rázuhan és szétlapítja Vorstedtet.
Ezután Rudd hirtelen többször rálő Riggsre, aki megsebesül és a földre zuhan. Murtaugh meglátja és célba veszi Ruddot. A férfi „diplomáciai mentesség”-re hivatkozva felmutatja igazolványát. Murtaugh vár, céloz, és pisztolyával fejbe lövi Ruddot, aki holtan esik össze. Utána csak annyit mond: „…pillanatnyilag felfüggesztve!”
Murtaugh odamegy a haldokló Riggshez, akiről kiderül, hogy életben van. Beszélgetnek, viccelődnek, majd meghallják a rendőrségi szirénákat a háttérben.

## Megjelenések

### Videó és DVD
A film a moziforgalmazást követően VHS-en jelent meg, de az elődjével ellentétben már szinkronosan. A film DVD-n először feliratosan, 2001. december 11-én jelent meg, a sorozat többi tagjával együtt. A lemezen a rendezői változat volt megtalálható, ami több perccel egészítette ki az eredeti filmet, ezen felül pedig az összes jelenet vágatlan volt. Évekkel később a Warner Home Video kiadta az első két filmet szinkronosan, ezek a Kerülj szinkronba! sorozatban kaptak helyet, melyben korábban kiadott feliratos filmeket szinkronosan jelentettek meg újra. Ennek alkalmából, ahogy az első résznek, úgy ennek is új szinkront készítettek, így a folytatás is csak új szinkronnal volt kapható a kereskedelmi forgalomban. Az első két rész 2006. április 11-én jelent meg, ezt követte a harmadik és negyedik rész, 2006. május 9-én.

### Blu-ray
A Blu-ray változat 2006-ban került kiadásra az Amerikai Egyesült Államokban, de jelenleg csak az első és a második rész kapható ebben a formátumban. Magyarországon egyelőre nem kapható.

## Szereplők
| Szerep             | Színész          | Magyar hang        | Magyar hang        | Információ |
| Szerep             | Színész          | 1. magyar változat | 2. magyar változat | Információ |
| ------------------ | ---------------- | ------------------ | ------------------ | --- |
| Martin Riggs       | Mel Gibson       | Kozák András       | Sörös Sándor       | Los Angelesi rendőrtiszt, heves természetű és néhol türelmetlen, de ennek ellenére roppant hidegfejű zsaru, aki még a legnehezebb helyzetben is képes helyt állni. Lakása továbbra is a tengerparton álló lakókocsi, ahol kutyájával él, akit Samnek hívnak.                                                                 |
| Roger Murtaugh     | Danny Glover     | Kránitz Lajos      | Kránitz Lajos      | Szintén rendőr, Riggs társa. Partnerének majdnem szöges ellentéte, mindig kimért és nem kedveli túlságosan a szorult helyzeteket. Az eltelt évek alatt szoros barátság alakult ki közte és Riggs között. |
| Leo Getz           | Joe Pesci        | Kautzky József     | Reviczky Gábor     | Roppant idegesítő alak, aki a dél-afrikai drogcsempészeknek dolgozott, ám egy komolyabb pénzmosási akció után védelmet kért a rendőrségtől, így most a maffia első számú célpontja lett. Védelmével Riggset és Martaugh-t bízták meg, akiknek nagy segítséget nyújtott a Krugerrand-ügy megoldásában.                        |
| Arjen Rudd         | Joss Ackland     | Szabó Sándor       | Avar István        | A Los Angelesben tartózkodó dél-afrikai főkonzul és a drogcsempészek vezére. Bandájával Krugerrandi aranypénzeket csempészett be az országba, ezen felül diplomáciai mentessége van, így a rendőrség nem tudja letartóztatni. Magát felsőbbrendű emberként kezeli és rasszista megkülönböztetéseket vall.                    |
| Pieter Vorstedt    | Derrick O’Connor | Beregi Péter       | Beregi Péter       | Rudd jobbkeze és ügyintézője. 1984-ben tévedésből ő ölte meg Riggs feleségét, mivel a rendőr rács mögé juttatott egy bandát. Vorstedt eredetileg Riggset akarta meggyilkolni, ám a rendőr azon az éjszakán nem tudott elmenni a feleségével vacsorázni, ezért a nő vezette a kocsit, a bűnöző ezért összekeverte Riggs-szel. |
| Rika van den Haas  | Patsy Kensit     | Hegyi Barbara      | Rudolf Teréz       | Rudd titkárnője, aki szintén a konzulátuson dolgozik. Rövid időn belül romantikus kapcsolat jön létre közte és Riggs között, ezért Rudd emberei meggyilkolják. |
| Trish Murtaugh     | Darlene Love     | Andresz Kati       | Bessenyei Emma     | Murtaugh felesége, aki a család többi tagjával vidékre utazik, mivel férjét megfenyegették a dél-afrikai maffiózók. |
| Rianne Murtaugh    | Traci Wolfe      | Kiss Erika         | Somlai Edina       | Murtaugh lánya, aki azzal döbbenti meg apját, hogy egy óvszerreklámban szerepel. |
| Ed Murphy kapitány | Steve Kahan      | Láng József        | Perlaki István     | Riggs és Murtaugh főnöke, aki a nyomozópárost Leo Getz védelmével bízza meg. |

## Produkció

### Előkészületek
Az eredeti forgatókönyvben (amit az akkor vonakodó Shane Black írt) a dél-afrikaiak még gonoszabbak voltak. Egy jelenetben ugyanúgy kínozzák Riggset, mint az első részben Mr. Joshua. Riggs kínzása egy idő után tetőpontra hágott, mivel Arjen Rudd olyan kegyetlenül vallatta. Rika karaktere eredetileg életben marad, a végén Riggsel és Marthaug-val hálaadási vacsorát ettek volna, de a rendező úgy döntött, a nőnek meg kell halnia, így növelve Riggsben a bosszúvágyat és a motivációt, hogy megöljék a dél-afrikaiakat. A nő megmentésének és a film végkifejletének jeleneteit leforgatták, de nem használták fel. Amikor az eredeti forgatókönyvet nagyban megváltoztatták, Shane Black elhagyta a sorozatot. A könyv végső simításaival Warren Murphy írót, Remo Williams kitalálóját, (a The Destroyer regények főhőse) és Jeffrey Boam-et (az Indiana Jones és az utolsó kereszteslovag és az Elveszett fiúk filmek íróját) bízták meg.
Ebben a filmben tűnik fel először Leo Getz (Joe Pesci alakításában), aki együttműködik a rendőrséggel és őrületbe kergeti Riggset és Martaugh-t neurotikus viselkedésével. Getz karaktere törzsvendég maradt a sorozat további részeiben.
Két jelenetben Riggs szándékosan kificamítja vállát, hogy kiszabaduljon egy kényszerzubbonyból. Ez visszatérő eleme lett a sorozatnak és sok paródiafilmben is feltűnt.
Szintén visszatérő elem az itt először megjelenő „számolás”, azaz, amikor Riggs és Murtaugh egy akció előtt egy-kettő-hármat számol és vitatkozik, hogy háromra vagy a három után cselekedjenek-e.
A film 1989-ben játszódik, mivel Danny Glover kijelentette, az első rész óta három év telt el (az első rész 1986 decemberében játszódott). A színész így kommentálta a dolgot: „Riggs és Murtaugh három éven keresztül ugyanabban az autóban járőrözött”. Mel Gibson így reagált: „Talán ez egy kicsit túl hosszú idő. Ők ketten majdnem olyanok, mint egy házaspár. Állandóan jelentéktelen dolgokon civódnak és azon, hogy kinek a módszerei hatásosabbak.”

### Forgatás
A filmet 1988. december 7-étől, 1989. március 5-éig forgatták.
A film eleji autósüldözést 1988. november 28-án vették fel. Azt a jelenetet, ahol Riggs egy teherautóra kapaszkodva próbálja megállítani a sofőrt (ugyanaz a jelenet, ahol szörfdeszkával ölnek meg egy bűnözőt) 1989 március 21-én forgatták.
Patsy Kensit bevallotta, a szexjelenet Mel Gibsonnal nagyon kényelmetlen volt, mivel mindketten házasok és mindketten katolikusok.
A Csillagok háborúja és a Szellemirtók mellett (melyeket pár évvel azelőtt készíttek el), ez a film volt a nyári kasszasikerek közül az első, aminek bevezető címét rögtön a film elején tüntették fel, valamint teljes mértékben jellemezte jeleneteinek stílusát és kiforrottságát. A jelenetet, amelyben Riggset és Rikát megtámadják Marineland of the Pacificben, Palos Verdes-ben Kaliforniában, "Cobble Beachen" forgatták.

## Filmzene
A film zenéjét komponálta, írta, szerezte és előadta Michael Kamen és Eric Clapton.
A dal-lista a következő számokat tartalmazza:
1. "Cheer Down" – George Harrison
2. "Still Cruisin' (After All These Years)" – The Beach Boys
3. "Knockin’ on Heaven’s Door" – Randy Crawford/Eric Clapton/David Sanborn
4. "Riggs"
5. "The Embassy"
6. "Riggs and Roger"
7. "Leo"
8. "Goodnight Rika"
9. "The Stilt House"
10. "The Shipyard/Knockin' on Heaven's Door"

A filmben szerepelt az "I'm Not Scared" Eighth Wonder előadásában és a "Since I Don't Have You", "This I Swear", "Lonely Way", "How Much" valamint a "Believe Me" amit a The Skyliners adott elő; bár a filmzene cd-n nem volt hallható.

## Fogadtatás
A film az 1989-es év harmadik legsikeresebb filmje lett (a Batman és az Indiana Jones és az utolsó kereszteslovag mögött), közel 150 millió dolláros hazai és a 80 milliós külföldi bevételének köszönhetően. A Rotten Tomatoes honlapon 82%-ot kapott, így alig marad le az első résztől, a kiemelt kritikusok összesített véleménye során megkapta az igen meglepő 100%-ot, de ennek ellenére sok ember szerint jó film, de nem annyira, hogy felülmúlja elődjét. Az Internet Movie Database-n 7.0 csillagra áll.
A dél-afrikai helyzet ellenére a Los Angelesi helyi konzul felülmúlhatatlannak nevezte a filmet és mikor vágatlanul moziba került Dél-Afrikában, rögtön a legnézettebb film lett az országban.
Mel Gibson, Danny Glover és Richard Donner elmondta, hogy ez a kedvenc részük a Halálos fegyver filmek közül.[forrás?]

## Érdekességek
- Miközben a Murtaugh család a reklámot várja, a tévében a  Tales from the Crypt sorozat And All Through the House című epizódja megy, amit 1989. június 10-én sugároztak, a főszereplő pedig Mary Ellen Trainor, aki ugyanebben a filmben Dr. Stephanie Woods rendőrségi pszichológust játssza. A sorozat néhány epizódjának producere Richard Donner volt.
- A munkást, aki a garázst csinálja McGeenek hívják, az őt alakító színészt pedig Jack McGeenek.
- A kölni, amit Riggs házában látunk, a helikopteres támadásnál, egy "Hero" nevű kölni. Először akkor láthatjuk, mikor Riggs bemegy a lakókocsijába és a tévé bekapcsolása után ezt a kölnit reklámozzák.
- Miközben Leo Riggs házát takarítja, a rádióban az "I'm Not Scared" című dal hallható, akiknek szerzője egy rövid életű brit pop-csapat az Eight Wonder, énekesük pedig Patsy Kensit volt.
- Riggs hűtőszekrényének oldalán az Amerikai Katonai Iskola diplomája található.
- Riggs eredetileg a hajón meghalt volna, de a producer úgy döntött, több filmet akar csinálni, így Riggs életben maradt, miután háromszor meglőtték.
- A jelenet, amiben Mel Gibson lerombolja kocsijával a hegytetőn lévő házat, 500 ezer dollárba került.
- A filmben 33 ember hal meg, így ez a legnagyobb halálozási teljesítmény a négy film közül.
- A "bomba a vécében" jelenetet a készítők egy korai előzetesben is felhasználták. Az előzetes végén a vécé Murtaugh kocsiján landol, miközben egy hangot hallhatunk, ami ezt mondja: "They're not taking any more crap!".
- Keith Haring "Free South Africa" plakátja több jelenetben is látható, valamint ugyanezt használták a Szellemes karácsony című filmben, amit szintén Richard Donner rendezett.